# Compagnie du Boléo
La Compagnie du Boléo, entreprise minière créée par la banque Mirabaud et Cie en 1885, cotée à la Bourse de Paris, qui a exploité des gisements à très forte teneur en cuivre, au Mexique, à Santa Rosalia (Basse-Californie du Sud), de 1885 à 1954.

## Histoire

### Contexte
Les gisements de cuivre ont été découverts en 1868 par un rancher mexicain, nommé José Rosas Villavicencio. La compagnie mexicano-allemande de Carlos Eisenman et Eustaquio Valle s'installe en 1872 pour les exploiter à son tour, en créant en 1878 la société "El Progresso", rebaptisée ensuite "El Boleo". Peu après, un jeune ingénieur français, Georges de la Bouglise, découvre le potentiel géologique de ce métal. Il était actionnaire et président, depuis 1881, de la Société anonyme des mines de Lexington, détentrice d'un filon d'argent, près de Butte (Montana) où d'importantes quantités de cuivre sont identifiées et se révèlent faciles à exploiter. Pour profiter des progrès technologiques dans la transformation du cuivre, il décide de mener les recherches au Mexique.
C'est le rapport géologique qu'il rédige avec Édouard Cumenge, le 15 décembre 1884, qui convainc la banque Mirabaud et Cie et celle de la famille Rothschild d'investir massivement en Basse-Californie, en rachetant cette "Compagnie du Boléo", pour exploiter non plus seulement la partie superficielle du gisement mais la masse existant en profondeur, avec toutes les infrastructures nécessaires.
La décision est prise au moment où le marché mondial du cuivre profite aussi de cours élevés, car il est dominé par un cartel constitué autour de la société Rio Tinto, premier producteur mondial de cuivre
. À la Bourse de Boston, la spéculation enflamme l'action Calumet et Hecla. Deux ans plus tard, d'autres Français organisent le corner sur le cuivre de 1887, piloté par l'industriel Eugène Secrétan et sa Société des métaux, qui restera comme la plus importante spéculation de l'histoire de la production du cuivre.
L'auteur de l'étude géologique de décembre 1884, Georges de la Bouglise, va ensuite rééditer de nouvelles découvertes, dans ce qui sera au XXe siècle le géant mondial du cuivre. Il crée en 1899 la Société des mines de cuivre de Catemu, au capital de 5 000 000 francs, pour exploiter au Chili des gisements de cuivre moins riches que le Boléo mais plus vastes, avec de nouveaux progrès dans l'affinage. Pour exploiter le Catemu, les Français construiront le port de San Antonio, après avoir reconstruit celui de Valparaíso.

### Gisements
Le gisement initial est à proximité du Volcan des trois vierges et de l'ancienne mine d'argent de Santa-Maria. Riche à 15 % en cuivre, une teneur assez exceptionnelle, le minerai est fait d'un mélange complexe d'oxydes et de sulfides, dans les zones sédimentaires d’oxydation du cuivre, immergées par l’eau de mer, d'où une réaction chimique entre les chlorures de l'eau salée avec les sulfures de plomb et de cuivre.
La société prend le nom d'El Boleo, ou jeu de boules, car le minerai de cuivre, qui prend la forme de cristaux cubiques d'un bleu intense, apparaissait dans une gangue constituée d'autres minéraux, de forme plus ou moins sphérique, une configuration baptisée Boléite.
La bonne qualité du cuivre du Boleo découle de l'absence de l'arsenic et de l'antimoine dans le processus d'affinage, facilité par la forte oxydation naturelle. Lors du développement du gisement, il se vendra aux mêmes prix que les très bons minerais du Chili, qui feront au XXe siècle la fortune de la société Anaconda Copper, devenue Codelco.

### Croissance de l'implantation humaine
La compagnie minière du Boléo a obtenu le 7 juillet 1885 du président mexicain Porfirio Diaz un permis d'exploitation pour 50 ans, sur une concession de 200 kilomètres carrés, en échange de l'engagement d'employer des Mexicains et de construire une ville en plein désert de Basse-Californie du Sud. La main d'œuvre mexicaine, composée la première année de prisonniers indiens Yaquis, tarde à se déplacer sur le site minier. Dans les années 1890, la société emploie son propre chef de la police, Grancer, qui rapporte au directeur de la mine Charles Laforgue. L'eau est d'abord rationnée à un seau par famille et par jour, car il a fallu canaliser. Elle est payante, ce qui est dénoncé le 19 mai 1899 dans une lettre ouverte publiée par un journal de Mazatlán, leCorreo de la Tarde, qui appelle les Mexicains à ne pas migrer vers le site, en raison de la mortalité causée par les maladies. La ration d'eau est alors augmentée et des services médicaux gratuits mis en place par la Compagnie. Le médecin grec Diamant Hadji-Mihaloglou en deviendra responsable, au sein de l'hôpital bâti par les Français, avant de retourner en France.
La Compagnie assure diverses autres infrastructures publiques, permettant la naissance de la ville de Santa Rosalia. Elle possède des terres agricoles, incluant un petit plateau, à 100 mètres d'altitude, sur lequel est construit un hôtel et une grande maison de vingt appartements pour ses employés, un magasin général pour l'alimentation et un magasin industriel pour les pièces détachées et le matériel. Une église entièrement en fer (l'église Sainte-Barbe), importée de France, est de fabrication des ateliers de l'ingénieur Bibiano Duclos. Un espace entre les deux parois de l'édifice permet de faire circuler de l'air pour le tempérer.
La population de Santa Rosalia augmente rapidement, pour passer à 4 000 habitants dès 1887, puis double, à 8 269 habitants trois ans après, parmi lesquels 200 Français. Elle est ensuite décimée par la fièvre jaune, le choléra, la tuberculose et la typhoïde, qui causent 1 209 décès en trois ans, ramenant la population à 6 568 personnes en 1905. En 1903, la Compagnie a tenté de faire venir 2 000 salariés japonais, mais seulement 50 d'entre eux sont restés sur les 500 premiers arrivés. Puis un autre groupe de 432 Japonais finit par s'établir durablement, tandis que 3 000 Chinois les rejoignent. En 1910, à son apogée, la ville compte 10 172 habitants, dont 4 100 salariés de la mine.

### Croissance industrielle
La Compagnie du Boléo a pendant longtemps été le seul producteur de cuivre sérieux au Mexique.
De 1890 à 1899, c'est le premier du pays, puis le second, après l'immense Mine de Cananea, à ciel ouvert, dans l'État de Sonora. Au Boléo, les galeries faisaient  en 1906 environ 130 kilomètres de long, à une profondeur de 50 à 150 mètres. La production a quintuplé en dix ans, passant de 56 199 tonnes en 1896 à 261 000 tonnes en 1905. En 1910, elle atteint même 366 000 tonnes, un record qui sera à nouveau égalé en 1913, et qui permet de livrer 13 000 tonnes de cuivre pur.
Point fort du site, la bonne qualité du minerai et sa proximité de la mer permettent de le transformer sur place. La compagnie construit cinq hauts fourneaux, produisant des briquettes de 25 kilos de cuivre pur, exportées vers l'Europe. Elle bâtit un port artificiel pour importer du coke d'Allemagne et d'Angleterre, dans des bateaux à voiles qui poursuivent ensuite leur voyage jusqu'au nord de la Californie, pour charger du blé à destination de l'Europe. Afin d'alimenter ses fours, elle utilise 4 machines à vapeur et une usine électrique centrale, qui distribue du courant à 1500 lampes, ce qui permet à Santa Rosalía d'être la seconde ville du Mexique à avoir été électrifiée, après Mexico.
La Révolution mexicaine de 1910 mit en place une législation sociale plus exigeante. La Crise de 1929, ainsi que le durcissement fiscal de 1935 au Mexique, amènent la société à s'en aller en 1938, puis à revenir jusqu'en 1954. Le gouvernement mexicain, via sa "Comisión de Fomento Minero", a repris l'exploitation pendant trente ans en créant la CMSRSA (Compañía Minera Santa Rosalía). La fermeture du site a été décidée en 1984, lors de la chute des cours du cuivre sur le marché mondial, le procédé minier utilisé étant par ailleurs devenu archaïque.
La réouverture a eu lieu en 2011 après la flambée des cours du cuivre sur le marché mondial : le gisement du Boléo a été repris par une société canadienne, dirigée par Michel F. Shaw, un Américain.

### Croissance financière
La compagnie n'a procédé à aucune répartition de dividendes jusqu'en 1894. Dix-huit ans après sa création, elle affiche pour l'année 1903 un bénéfice net de 3,47 millions de francs, contre 1,75 million de francs en 1902, soit un quasi-doublement. Compte tenu d'amortissements qui ont atteint 2,35 millions de francs, le bénéfice brut est de 5,82 millions de francs. Elle rembourse les obligations encore en circulation et un dividende de 100 francs par action est versé, qui passe à 200 francs peu après. Le capital de 12 millions de francs, réparti en 24 000 actions de 500 francs, passe à 24 millions de francs en 1925, une augmentation de capital ayant eu lieu en 1923, puis 72 millions de francs en 1953.
Le Boléo devient rapidement l'une des valeurs vedettes de la Bourse de Paris, avec un cours décuplé en vingt ans. L'action atteint 1 385 francs en 1895 puis revient à 1 200 francs en 1903. Son cours moyen s'établit à 2 818 francs en 1905 avant de grimper à 4 925 francs en 1906, peu avant le krach de 1907. Le cours moyen se maintient ensuite à 3 827 francs en 1910, soit sept fois et demie son niveau à la création de la société. Le chiffre d'affaires atteint 380000 sterling en 1912, juste avant le pic de production de 1913.

### Dirigeants
L'ingénieur français Édouard Cumenge a été le premier directeur général, de 1885 à 1895, secondé par Léon Diguet. Un autre ingénieur des mines français, Pierre Theuriot, arrivé en 1890, lui a succédé comme ingénieur en chef des mines de la Compagnie du Boléo, de 1894 à 1904, avant de devenir directeur général de la Compagnie des mines de La Lucette, une autre société contrôlée par la banque Mirabaud et Cie.
Le jeune ingénieur Georges de la Bouglise, cofondateur de la société exploitant le vélocipède, a réalisé lui les premières études géologiques. Il est ensuite parti exploiter au Chili, via la Société des mines de cuivre de Catemu, des gisements de cuivre précurseurs des grandes exploitations lancée à Chuquicamata dans les années 1910.